# Edmond Jurien de la Gravière
Jean Pierre Edmond Jurien de la Gravière (19 de noviembre de 1812 - 5 de marzo de 1892) fue un almirante francés, hijo del almirante Pierre Roch Jurien de La Gravière, que sirvió en las Guerras Revolucionarias Francesas y en las Guerras Napoleónicas y fue par de Francia bajo el reinado de Luis Felipe I.

## Biografía
Jean Pierre ingresó en la armada en 1828, llegando a comandante en 1841 y capitán en 1850. Durante la Guerra de Crimea comandó un buque por el Mar Negro. Fue ascendido a contraalmirante el 1 de diciembre de 1855 y nombrado para tomar el mando de un escuadrón en el Mar Adriático en 1859, tras el bloqueo de los puertos. En octubre de 1861 comandó un escuadrón en el Golfo de México y dos meses más tarde, la expedición contra México.
El 15 de enero de 1862, fue ascendido a vicealmirante. Durante la Guerra Franco-prusiana en 1870, comandó la flota francesa del Mediterráneo. Fue autor de una voluminosa obra sobre historia naval, además de escribir su biografía. Entre los escritos más notables destaca Guerres maritimes sous la république et sous l’empire, La Marine d'autrefois (1865) y La Marina d'Aujourd'hui (1872). En 1866 fue elegido miembro de la Academia francesa.

## Publicaciones
- Guerres maritimes sous la République et l'Empire (1864)
- Les Marines du XVe et XVIe siècles (1879)
- La Marine des Ptolémées et la Marine des Romains (1884)
- Les Chevaliers de Malte et la Marine de Philippe II (1887)
- Les Gloires Maritimes de la France (1888)
- Le Siège de La Rochelle

| Predecesor: Charles de Viel-Castel | Silla 6 Academia francesa 1888-1892 | Sucesor: Ernest Lavisse |